# Bernterode (Eichsfeld-Wipperaue)
Bernterode é uma vila e antigo município da Alemanha localizado no distrito de Eichsfeld, estado da Turíngia.  Pertence ao verwaltungsgemeinschaft de Eichsfeld-Wipperaue. Desde 1 de setembro de 2009, faz parte do município de Breitenworbis.

## Demografia
Evolução da população (em 31 de dezembro):
| - 1994 - 1.606 - 1995 - 1.571 - 1996 - 1.578 - 1997 - 1.502 | - 1998 - 1.495 - 1999 - 1.485 - 2000 - 1.484 - 2001 - 1.476 | - 2002 - 1.464 - 2003 - 1.438 - 2004 - 1.412 |

Fonte: Thüringer Landesamt für Statistik